# Richardsiella eruciformis
Richardsiella eruciformis là một loài thực vật có hoa trong họ Hòa thảo. Loài này được Elffers & Kenn.-O'Byrne miêu tả khoa học đầu tiên năm 1957 publ. 1958.